# Shortbus
Shortbus is een Amerikaanse film uit 2006. Hij werd vertoond op het Filmfestival van Cannes. In de film spelen meerdere verhalen door elkaar maar de personages komen elkaar meerdere malen tegen in de parenclub Shortbus. Deze club wordt Shortbus genoemd aangezien deze bedoeld is voor bezoekers die zich niet kunnen vinden in de zogenaamde Big Red Bus of Sexuality. In de film zijn een aantal nietsverhullende seksscènes te zien.

## Verhaal
Sofia, een seksuologe, heeft zelf nog nooit een orgasme gehad. Ze raakt bevriend met een homokoppel dat bij haar in behandeling is. Ook zij hebben problemen in bed en in hun relatie. Ze vragen haar mee naar de club Shortbus. Zo zijn er nog meer personages die zoekende zijn. Tijdens de film komen de verschillende personen meer te weten over de oorzaak van hun problemen. Tijdens de film doen zich een aantal stroomstoringen voor. Het effect is dat de hoofdpersonen nader tot elkaar komen.

## Trivia
De actrice Sook-Yin Lee werd vanwege haar rol bijna ontslagen bij het Canadese CBC radiostation waar ze werkte. Feministe, sekscolumniste en pornofilmregisseuse Tristan Taormino neemt deel aan de orgiescène.

## Rolverdeling
| Acteur          | Personage                  | Opmerkingen      |
| --------------- | -------------------------- | ---------------- |
| Sook-Yin Lee    | Sofia                      |                  |
| Paul Dawson     | James                      |                  |
| Lindsay Beamish | Severin (Jennifer Aniston) | Meesteres        |
| PJ DeBoy        | Jamie                      |                  |
| Raphael Barker  | Rob                        |                  |
| Peter Stickles  | Caleb                      |                  |
| Jay Brannan     | Ceth                       |                  |
| Justin Bond     | Justin Bond                |                  |
| Alan Mandell    | Tobias                     | oud-burgemeester |
| Jesse Hardman   | Jesse                      |                  |
| Ray Riyas       | Shabbos Goy                |                  |
| Bitch           | Bitch                      | (artiestennaam)  |
| Shanti Carson   | Leah                       |                  |
| Jan Hilmer      | Nick                       |                  |
| Justin Hagan    | Brad                       |                  |

## Muziek
- Scott Matthew - "Upside Down"
- Azure Ray - "If You Fall"
- Yo La Tengo - "Wizard’s Sleeve"
- Animal Collective - "Winter’s Love"
- Scott Matthew - "Surgery"
- Sook-Yin Lee - "Beautiful"
- Gentleman Reg - "It’s Not Safe"
- John LaMonica - "Kids"
- Scott Matthew - "Language"
- Jay Brannan - "Soda Shop"
- Anita O'Day - "Is You Is Or Is You Ain’t My Baby"
- The Ark - "Kolla Kolla"
- The Hidden Cameras - "Boys of Melody"
- Scott Matthew - "Little Bird"
- The Ark - "This Piece of Poetry Is Meant To Do Harm"
- Jasper James - "This House"
- Scott Matthew - "In the End (Long Film Version)"
- Scott Matthew - In the End (Acoustic)